# Angelo Bertelli
Angelo Bertelli (West Springfield, 18 juni 1921 – Clifton, 26 juni 1999) was een Amerikaans American football-quarterback. Hij speelde van 1940 tot 1944 College football voor de Notre Dame Universiteit, waar hij in 1943 de Heisman Trophy won. Bertelli vocht in de Tweede Wereldoorlog en speelde na zijn terugkomst nog drie seizoenen in de NFL.

## Universitaire carrière
Bertelli kwam als magere maar zeer getalenteerde running back binnen bij de Notre Dame Fighting Irish, het football team van de Notre Dame universiteit. Al gauw zag Notre Dame's nieuwe coach, Frank Leahy, dat Bertelli beschikte over goede quarterback kwaliteiten. Bertelli werd tijdens zijn eerste 3 seizoen gelijk gebruikt als quarterback maar hij had moeite met het systeem. In zijn senior seizoen besloot coach Frank Leahy het systeem aan te passen op Bertelli's krachten en dit pakte goed uit echter werd Bertelli door de marine opgeroepen om in dienst te treden, Bertelli speelde in zijn senior seizoen maar 6 wedstrijden daarin gooide Bertelli 36 passes, waarvan 25 succesvol waren met 10 touchdowns. Bertelli's zes wedstrijd durende seizoen overtuigde de Heisman stemmers genoeg om hem te laten winnen. Bertelli ontving 648 stemmen en won dus de 1943 Heisman Trophy. Tijdens Bertelli's drie seizoenen, verloor Notre Dame maar drie wedstrijden.
Bertelli werd in 1972 toegelaten tot de College football Hall of Fame

## Militaire dienst
Bertelli was al actief voor het Marine Korps, toen hij te horen kreeg dat de Boston Yanks hem als eerste hadden geslecteerd in de 1944 draft. Bertelli werd vooral gebruikt in operaties op de oceanen. Nadat hij was teruggekeerd uit Guam in februari 1945, werd Bertelli gelijk ingezet in de Landing op Iwo Jima. Bertelli kwam bijna om het leven nadat een Japanse mortier 400 meter verderop tot ontploffing kwam. Bertelli werd teruggestuurd naar Guam in begin maart en vocht nog in een strijd tegen Japan voordat hij in eind maart 1946 terugkeerde naar Amerika.

## Professionele carrière
In 1946, tekende Bertelli een contract bij de Los Angeles Dons, hij speelde daar een seizoen. Bertelli speelde daarna nog twee seizoenen bij de Chicago Rockets maar moest zijn carrière vroegtijdig stopzetten omdat hij meerdere malen aan zijn knieën was geopereerd.

## Latere leven
Bertelli werd na zijn professionele carrière in de jaren 50 en 60 commentator voor het radio station WVNJ, 620 AM en 100.3 FM. Bertelli stierf op 78-jarige leeftijd na een lange strijd tegen hersenkanker. Bertelli liet zijn vrouw en 4 kinderen achter, een daarvan, Robert Bertelli was drummer voor verschillende bands.